# New Plymouth (Idaho)
La ville de New Plymouth est située dans le comté de Payette, État de l’Idaho, aux États-Unis. Elle a été constituée le 15 février 1896; Sa population était de 1 538 habitants lors du recensement de 2010, contre 1 400 en 2000.La communauté s'est d'abord appelée New Plymouth Farm Village et a été dirigée par un conseil d'administration de la colonie jusqu'à ce qu'elle se constitue en village en 1908, en abandonnant les deux derniers mots du nom.

## Géographie
New Plymouth est située à une altitude de 689 m.
Selon le Bureau du recensement des États-Unis, la ville a une superficie totale de 1,79 km2, entièrement terrestre,.
.

## Gouvernance
New Plymouth passe un contrat avec le shérif du comté de Payette pour l'application de la loi. La ville est dirigée par un maire élu et des membres du conseil municipal.

## Démographie

### Recensement de 2010
Lors du recensement de 2010, la ville comptait 1 538 personnes réparties dans 565 ménages, dont 405 familles. La densité de population était de 2 229 habitants par mile carré (860,6/km2). Il y avait 608 unités de logement à une densité moyenne de 881,2 par mile carré (340,2/km2). La composition raciale de la ville était la suivante : 89,3 % de Blancs, 0,2 % d'Afro-Américains, 0,5 % d'Amérindiens, 0,3 % d'Asiatiques, 6,8 % d'autres races et 2,9 % de personnes appartenant à deux races ou plus. Les Hispaniques et les Latinos de toute race représentaient 13,3 % .
Sur les 565 ménages, 37,5 % avaient des enfants de moins de 18 ans vivant avec eux, 54,7 % étaient des couples mariés vivant ensemble, 11,5 % avaient une femme chef de ménage sans mari, 5,5 % avaient un homme chef de ménage sans femme, et 28,3 % n'étaient pas des familles. 23,5% des ménages étaient composés d'une seule personne et 11,8% d'une personne âgée de 65 ans ou plus. La taille moyenne des ménages était de 2,72 et celle des familles de 3,23.
L'âge médian était de 36,1 ans. 29,4 % des résidents avaient moins de 18 ans ; 7,6 % avaient entre 18 et 24 ans ; 24 % avaient entre 25 et 44 ans ; 22,9 % avaient entre 45 et 64 ans ; et 16 % avaient 65 ans ou plus. La ville comptait 49,7 % d'hommes et 50,3 % de femmes.

## Source
- (en) Cet article est partiellement ou en totalité issu de l’article de Wikipédia en anglais intitulé « New Plymouth, Idaho » (voir la liste des auteurs).